# Таганрозький трамвай
Таганрозький трамвай — діюча трамвайна мережа в місті Таганрог, Росія.
Перша лінія Таганрозького трамвая була введена в експлуатацію 7 листопада 1932 на маршруті Балтійський — Авіаційний заводи завдовжки 12 км. У 1941—1944 роках трамвайний рух було зупинено.

## Маршрути на початок 2010-х
- № 1-3 Площадь Авиаторов — Завод «Красный котельщик»
- № 2 Университет — Новый вокзал
- № 3 Университет — Завод «Красный котельщик»
- № 4 Площадь Авиаторов — Новый вокзал
- № 5 Университет — Завод «Прибой»
- № 6 Площадь Авиаторов — Завод «Прибой»
- № 7 Завод «Прибой» — Новый вокзал
- № 8 Площадь Авиаторов — Университет
- № 9 Площадь Авиаторов — Университет

## Рухомий склад на початок 2010-х
- KTM-5 − 56 штук
- KTM-8K − 6 штук
- LM-99AEN − 6 штук
- KTM-23 − 5 штук

Крім цього використовувається 5 службових вагонів.

## Ресурси Інтернету
- Сайт МУП «Трамвайно-троллейбусное управление» г. Таганрога
- Сайт «Твой транспорт». Таганрог
- Иллюстрированный список всех трамвайных вагонов на сайте Трансфото